# Josef Wurmheller
Josef "Sepp" Wurmheller est un pilote de chasse allemand durant la Seconde Guerre mondiale, né le 4 mai 1917 et mort le 18 juin 1944. Avec 102 victoires au compteur, dont 93 sur le front Ouest occidental, il est l'un des meilleurs pilotes de la Luftwaffe sur ce théâtre d'opération. Il se distingua tout particulièrement lors du débarquement de Dieppe et reçut après sa mort le grade de Major à titre posthume, ainsi que la croix de chevalier de la croix de fer avec feuilles de chêne et glaives.

## Débuts
Josef Wurmheller vécut une enfance difficile à cause des privations dues à la défaite de son pays en 1918. Travaillant comme mineur pour gagner de l'argent, il parvient avec persévérance à se payer des cours de pilotage sur planeur qu'il pratique avant l'âge de 20 ans. Il s'ensuit un passage obligatoire de six mois au Reichsarbeitsdienst (service du travail du Reich), puis la Luftwaffe en 1937 où Wurmheller commence son entraînement en vol. À l'été 1938, le Gefreiter Wurmheller sert à la 2./JG 334 renommée 2./JG 53 au début de la guerre.
Il descend son premier adversaire le 30 septembre 1939 lors d'une interception de bombardier anglais. En novembre, Wurmheller devient instructeur (alors qu'il n'est que sous-officier) et ne retourne à la JG 53 à la 5e Staffel (escadrille) qu'en juin 1940. Le Feldwebel Wurmheller remporte 4 autres victoires pendant la bataille d'Angleterre (deux Spitfire, un Hurricane et un Blenheim), atteignant le statut d'as le 16 octobre. Le 23 novembre, il est descendu pour la deuxième fois au-dessus de la Manche et doit être hospitalisé jusqu'en mars 1941.

## D'un front à l'autre
Wurmheller parvient à doubler son score jusqu'au 7 mai avant que la JG 2 ne soit transférée sur le front Est (seule la 6e Staffel ne fait pas le déplacement). Son séjour y est toutefois de courte durée car après avoir abattu neuf avions soviétiques, il retrouve le Channel  à la mi-juillet, assigné cette fois au Stab du II./JG 2. Ce front restera le sien jusqu'à la fin. En quatre semaines, Wurmheller descend treize Spitfire et reçoit le 4 septembre, la croix de chevalier de la croix de fer après 31 victoires, le même jour que Kurt Bühligen. Il devient de nouveau instructeur afin de transmettre aux plus jeunes ses connaissances et techniques de combat.
Il retourne au combat au printemps 1942 assigné cette fois à la 1./JG 2, unité commandée par l'Oberleutnant Rudolf Pflanz (en). En 19 jours, Wurmheller amasse autant de succès ; il réalise notamment deux quadruplés les 31 mai et 5 juin ce qui l'amène à 50 victoires tout rond. Le 20 juin, il descend deux Spitfire supplémentaires. Wurmheller est alors à ce moment-là le sous-officier le plus titré du front Ouest.

## Exploits au-dessus de Dieppe
Le 19 août 1942, les Alliés tentent d'envahir l'Europe occupée en effectuant un débarquement amphibie dans la ville portuaire de Dieppe. La couverture aérienne est assurée par des appareils de la RAF mais celle-ci a fort à faire face à la Luftwaffe et ses nouveaux chasseurs Focke-Wulf FW 190. Toute la journée voit s'affronter des avions des deux camps dans un combat aérien qui dure jusqu'au soir. Pour Josef Wurmheller, ce sera un jour mémorable. Au petit matin peu après 9 h, l'as descend deux Spitfire puis un bimoteur Blenheim dans la foulée. Il récidive l'après-midi en abattant deux Spitfire de plus en moins de deux minutes. Deux autres chasseurs de ce type tombent à nouveau sous ses coups, le dernier à 18 h 45, dernier également de la centaine d'avions britanniques abattus ce jour-là par la Luftwaffe.
Wurmheller aura revendiqué sept victoires aériennes en trois sorties, et une non confirmée, meilleur score allemand dans cette bataille. À ajouter à cela un atterrissage forcé avec à la clé quelques contusions et une jambe plâtrée… ce qui ne l'empêcha pas de continuer de voler tel quel ! Ses exploits au-dessus des plages de Dieppe sont récompensés par une promotion au grade de Leutnant et les feuilles de chêne qu'il se voit proposées dès le lendemain, après avoir abattu deux autres chasseurs anglais. Il a alors 61 victoires aériennes à son actif, chiffre qu'il porte à 66 à la fin de l'année.

## Défense du Reich
Le 16 février 1943, Wurmheller descend ses deux premiers quadrimoteurs B-17, avions lourds et robustes et particulièrement difficiles à abattre. Deux mois plus tard, il s'adjuge son 70e succès toujours sur un B-17, quinze jours après avoir été nommé Staffelkapitän de la 9./JG 2 en lieu et place de Siegfried Schnell (en), autre grand as de la JG 2.
Jusqu'au 15 septembre, il ajoute encore à son palmarès dix B-17, quatre Spitfire et un P-47 d'escorte. Le 23 septembre cependant, il effectue un atterrissage d'urgence alors même qu'un raid aérien ennemi attaque sa base de Vannes-Meucon. Blessé par l'éclat d'une bombe, il doit rester quelque temps éloigné du front et ne retourne au combat qu'à la fin de l'année.
Son nombre de victoires ne cesse d'augmenter en 1944 et ce, malgré la supériorité numérique de plus en plus grande des Alliés. Wurmheller descend ainsi un B-24 le 29 janvier et un B-17 le 8 février. À la fin du mois, il abat trois quadrimoteurs et deux bimoteurs B-26 en cinq jours, dépassant ainsi la barre des 90 victoires. Il est bientôt promu Hauptmann à la veille du débarquement en Normandie mais Wurmheller est marqué par cinq années de combats épuisants.

## Débarquement en Normandie, la fin
Le 6 juin est lancée l'opération Overlord, dans laquelle la Luftwaffe va tenter de s'interposer face à la gigantesque armada de bombardiers et de chasseurs américains déployée pour l'occasion. Les Alliés ont tenu compte de leur échec à Dieppe et les hommes de la JG 2 se retrouvent vite dans une position difficile. Wurmheller lui, remporte sa première victoire du front le lendemain en abattant un Typhoon britannique en tout début de matinée. Le 8, il obtient la seule victoire de son groupe en se défaisant d'un P-51 Mustang, groupe qui aura à déplorer la perte de deux pilotes, dont son Kommandeur le Hauptmann Herbert Huppertz (en), as aux 70 victoires. Conséquence, Wurmheller prend la tête du III./JG 2 à la place de son compagnon d'arme.
Le 12 juin, l'Allemand remporte ses 100e et 101e victoire près de Caen, soit cinq jours après que son Kommodore d'escadre, le Major Kurt Bühligen en fasse de même, et trois jours avant le patron de la JG 26 Josef Priller, qui atteint également le chiffre magique de 100. Les réjouissances sont de courte durée car les combats continuent, les pertes également. Le 16 juin peu avant 20 h, Wurmheller descend un Mustang mais l'avance des troupes alliées oblige bientôt les pilotes allemands à voler au-dessus de la ligne de front afin de soutenir leurs propres soldats dans les combats au sol.
Le 22 juin 1944, la Luftwaffe lance une contre-offensive contre les troupes alliées dans une tentative désespérée de contenir l'invasion. Dans la violence des combats qui s'ensuivent, Wurmheller entre en collision avec son ailier l'Unteroffizier Karl Mayer à basse altitude (peut-être aussi touché par un tir ennemi), et s'écrase au sol dans son FW 190A-8 désemparé aux alentours d'Alençon. Josef Wurmheller avait 27 ans. Il rejoint ainsi les 37 autres pilotes du III./JG 2 qui ne verront pas la fin des combats en Normandie, un des taux d'attrition les plus élevés pour un groupe de chasse allemand dans cette campagne.
À titre posthume, les glaives lui seront décernés le 24 octobre ainsi qu'une promotion au grade de Major. Un des grands as de la JG 2 « Richthofen » et du front Ouest, Josef Wurmheller aura effectué plus de 300 missions et remporté 102 victoires aériennes, toutes sauf 9 avions soviétiques contre les forces alliées occidentales, parmi elles 54 Spitfire et 22 quadrimoteurs.